# Tommaseo
Tommaseo je hrvatska plemićke obitelji s otoka Brača. Pravim je prezimenom Tomašić, no po običaju ondašnjeg vremena prezime je pretvorila u Tommaseo. U Splitu su nazočni od 1620. godine. 1671. su godine primljeni u splitsko plemstvo. Splitska grana izumire smrću Luigija Tommasea 1832. godine. No, nakon njih, u Splitu se pojavljuje brački ogranak obitelji, iz Postira.

## Poznate osobe
Poznati nositelji ovog prezimena su:
- Nikola Tommaseo (Niccolò Tommaseo), hrv. i tal. književnik, leksikograf
- Ruggero Tommaseo, novinar i pisac
- dr Ivan Tommaseo ("dr Klude"), liječnik, pristaša hrvatskog pokreta otpora[2]
- Josip Tommaseo, liječnik[3]
- Luigi Tommaseo, pravnik i književnik[3]
- Milovan Tommaseo, pravnik, književnik i diplomat[3]
- Nikola Tommaseo (liječnik), liječnik[3]
- Radovan Tommaseo, slikar[3]